# Bertin Quentin
Bertin Quentin, genannt l’ainé (der Ältere), (* vor 1690; † Anfang des Jahres 1767 in Ermont) war ein französischer Violinist und Komponist.

## Leben
Bertin Quentin, ein Bruder des Geigers Jean-Baptiste Quentin genannt le jeune (der Jüngere), begann seine Laufbahn als Geiger der Académie Royale de Musique (der späteren Pariser Oper). 1713, nachdem er im grand chœur gespielt hatte, erhielt er einen Platz am 2. Pult der ersten Geiger, genau hinter Michel-Richard Delalande. Nach dem Weggang eines gewissen Jaques Buret kaufte er 1720 dessen Stelle als Basse de Violon, im Orchester der Vingt-quatre Violons du Roy. 1749 nahm er seine Pension in Anspruch und zog sich nach Ermont zurück. Ende 1764 wurde sein Name aus der Pensionsliste der académie royale gelöscht.
Bertin Quentin veröffentlichte eine Sammlung mit Sonaten für Violine oder Flöte, 10 sonates pour le Violon seul et pour la Flûte avec la Basse continue, die unter anderem beim Autor erhältlich waren (en vente chez l’auteur rue St. Martin vis à vis la fontaine maubué).